# Гликопептидные антибиотики
Гликопептидные антибиотики являются классом антибиотиков. Класс состоит из гликозилированных циклических или полициклических нерибосомных пептидов. Значимые гликопептидные антибиотики включают ванкомицин, тейкопланин, телаванцин, блеомицин, рамопланин и декапланин.

## Механизм
Этот класс лекарственных средств ингибирует синтез клеточных стенок у чувствительных микроорганизмов, ингибируя синтез пептидогликанов. Они связываются с аминокислотами клеточной стенки, предотвращая добавление к пептидогликанам новых единиц. В частности, они связываются с ацил-D-аланил-D-аланином в пептидогликане.